# Cộng hòa Nam Phi tại Thế vận hội
Nam Phi tham dự Thế vận hội lần đầu tiên năm 1904, và đã liên tục gửi vận động viên (VĐV) tới các kỳ Thế vận hội Mùa hè cho tới năm 1960. Sau khi Nghị quyết 1761 của Đại hội đồng Liên hợp quốc được thông qua năm 1962 để chống lại chính sách phân biệt chủng tộc ở Nam Phi lúc đó, nước này đã bị cấm tham gia Thế vận hội.
Khi các cuộc đàm phán nhằm chấm dứt chế độ Apartheid tại Nam Phi được bắt đầu năm 1990, quốc gia này đã gia nhập trở lại các hoạt động của Olympic. Liên hiệp các môn thể thao và Ủy ban Olympic của Nam Phi được thành lập năm 1991, và Nam Phi quay lại đấu trường Thế vận hội năm 1992. Nam Phi cũng từng tham dự 6 kỳ Thế vận hội Mùa đông.
Các VĐV Nam Phi đã mang về tổng cộng 86 huy chương, trong đó điền kinh, quyền Anh và bơi lội là những môn có nhiều huy chương nhất.

## Bảng huy chương

### Huy chương tại các kỳ Thế vận hội Mùa hè
| 1896–1900             | không tham dự                        | không tham dự                        | không tham dự                        | không tham dự                        | không tham dự | không tham dự |
| St. Louis 1904        | 0                                    | 0                                    | 0                                    | 0                                    |               |               |
| Luân Đôn 1908         | 1                                    | 1                                    | 0                                    | 2                                    |               |               |
| Stockholm 1912        | 4                                    | 2                                    | 0                                    | 6                                    |               |               |
| Antwerpen 1920        | 3                                    | 4                                    | 3                                    | 10                                   |               |               |
| Paris 1924            | 1                                    | 1                                    | 1                                    | 3                                    |               |               |
| Amsterdam 1928        | 1                                    | 0                                    | 2                                    | 3                                    |               |               |
| Los Angeles 1932      | 2                                    | 0                                    | 3                                    | 5                                    |               |               |
| Berlin 1936           | 0                                    | 1                                    | 0                                    | 1                                    |               |               |
| Luân Đôn 1948         | 2                                    | 1                                    | 1                                    | 4                                    |               |               |
| Helsinki 1952         | 2                                    | 4                                    | 4                                    | 10                                   |               |               |
| Melbourne 1956        | 0                                    | 0                                    | 4                                    | 4                                    |               |               |
| Roma 1960             | 0                                    | 1                                    | 2                                    | 3                                    |               |               |
| Tokyo 1964            | bị cấm tham gia                      | bị cấm tham gia                      | bị cấm tham gia                      | bị cấm tham gia                      |               |               |
| Thành phố México 1968 | bị cấm tham gia                      | bị cấm tham gia                      | bị cấm tham gia                      | bị cấm tham gia                      |               |               |
| München 1972          | bị cấm tham gia                      | bị cấm tham gia                      | bị cấm tham gia                      | bị cấm tham gia                      |               |               |
| Montréal 1976         | bị cấm tham gia (SAORGA bị khai trừ) | bị cấm tham gia (SAORGA bị khai trừ) | bị cấm tham gia (SAORGA bị khai trừ) | bị cấm tham gia (SAORGA bị khai trừ) |               |               |
| Moskva 1980           | bị cấm tham gia (SAORGA bị khai trừ) | bị cấm tham gia (SAORGA bị khai trừ) | bị cấm tham gia (SAORGA bị khai trừ) | bị cấm tham gia (SAORGA bị khai trừ) |               |               |
| Los Angeles 1984      | bị cấm tham gia (SAORGA bị khai trừ) | bị cấm tham gia (SAORGA bị khai trừ) | bị cấm tham gia (SAORGA bị khai trừ) | bị cấm tham gia (SAORGA bị khai trừ) |               |               |
| Seoul 1988            | bị cấm tham gia (SAORGA bị khai trừ) | bị cấm tham gia (SAORGA bị khai trừ) | bị cấm tham gia (SAORGA bị khai trừ) | bị cấm tham gia (SAORGA bị khai trừ) |               |               |
| Barcelona 1992        | 0                                    | 2                                    | 0                                    | 2                                    |               |               |
| Atlanta 1996          | 3                                    | 1                                    | 1                                    | 5                                    |               |               |
| Sydney 2000           | 0                                    | 2                                    | 3                                    | 5                                    |               |               |
| Athens 2004           | 1                                    | 3                                    | 2                                    | 6                                    |               |               |
| Bắc Kinh 2008         | 0                                    | 1                                    | 0                                    | 1                                    |               |               |
| Luân Đôn 2012         | 3                                    | 2                                    | 1                                    | 6                                    |               |               |
| Rio de Janeiro 2016   | 2                                    | 6                                    | 2                                    | 10                                   |               |               |
| Tokyo 2020            | chưa diễn ra                         |                                      |                                      |                                      |               |               |
| Tổng số               | 25                                   | 32                                   | 29                                   | 86                                   |               |               |

### Huy chương theo môn
| Điền kinh       | 8  | 14 | 7  | 29 |
| Quyền Anh       | 6  | 4  | 9  | 19 |
| Bơi lội         | 6  | 6  | 6  | 18 |
| Quần vợt        | 3  | 2  | 1  | 6  |
| Xe đạp          | 1  | 4  | 3  | 8  |
| Chèo thuyền     | 1  | 1  | 1  | 3  |
| Bắn súng        | 0  | 1  | 0  | 1  |
| Canoeing        | 0  | 0  | 1  | 1  |
| Rugby           | 0  | 0  | 1  | 1  |
| Ba môn phối hợp | 0  | 0  | 1  | 1  |
| Tổng số         | 25 | 32 | 29 | 86 |

## Các VĐV giành huy chương
| Huy chương | Tên VĐV | Thế vận hội              | Môn thi đấu        | Nội dung                                   |
| ---------- | --- | ------------------------ | ------------------ | ------------------------------------------ |
| Vàng       | Reggie Walker | Luân Đôn 1908            | Điền kinh          | 100 mét (nam)                              |
| Bạc        | Charles Hefferon | Luân Đôn 1908            | Điền kinh          | Marathon (nam)                             |
| Vàng       | Ken McArthur | Stockholm 1912           | Điền kinh          | Marathon (nam)                             |
| Vàng       | Rudolph Lewis | Stockholm 1912           | Xe đạp             | Đua cá nhân tính giờ (nam)                 |
| Vàng       | Harold Kitson Charles Winslow | Stockholm 1912           | Quần vợt           | Đánh đôi nam ngoài trời                    |
| Vàng       | Charles Winslow | Stockholm 1912           | Quần vợt           | Đánh đơn nam ngoài trời                    |
| Bạc        | Christian Gitsham | Stockholm 1912           | Điền kinh          | Marathon (nam)                             |
| Bạc        | Harold Kitson | Stockholm 1912           | Quần vợt           | Đánh đơn nam ngoài trời                    |
| Vàng       | Bevil Rudd | Antwerpen 1920           | Điền kinh          | 400 mét (nam)                              |
| Vàng       | Clarence Walker | Antwerpen 1920           | Quyền Anh          | Hạng gà (nam)                              |
| Vàng       | Louis Raymond | Antwerpen 1920           | Quần vợt           | Đơn nam                                    |
| Bạc        | Henry Dafel Jack Oosterlak Clarence Oldfield Bevil Rudd | Antwerpen 1920           | Điền kinh          | 400 mét tiếp sức (nam)                     |
| Bạc        | Henry Kaltenbrunn | Antwerpen 1920           | Xe đạp             | Đua cá nhân tính giờ (nam)                 |
| Bạc        | William Smith James Walker | Antwerpen 1920           | Xe đạp             | Xe đạp đôi (nam)                           |
| Bạc        | David Smith Robert Bodley Ferdinand Buchanan Frederick Morgan | Antwerpen 1920           | Bắn súng           | 600 mét súng trường quân sự (đồng đội nam) |
| Đồng       | Bevil Rudd | Antwerpen 1920           | Điền kinh          | 800 mét (nam)                              |
| Đồng       | James Walker William Smith Henry Kaltenbrunn Harry Goosen | Antwerpen 1920           | Cycling            | Rượt bắt đồng đội                          |
| Đồng       | Charles Winslow | Antwerpen 1920           | Quần vợt           | Đơn nam                                    |
| Vàng       | William Smith | Paris 1924               | Quyền Anh          | Hạng gà (nam)                              |
| Bạc        | Sydney Atkinson | Paris 1924               | Điền kinh          | 110 mét vượt rào (nam)                     |
| Đồng       | Cecil McMaster | Paris 1924               | Điền kinh          | Đi bộ 10 kilômét (nam)                     |
| Vàng       | Sydney Atkinson | Amsterdam 1928           | Điền kinh          | 110 mét vượt rào (nam)                     |
| Đồng       | Harry Isaacs | Amsterdam 1928           | Quyền Anh          | Hạng gà (nam)                              |
| Đồng       | Rhoda Rennie Frederica van der Goes Mary Bedford Kathleen Russell | Amsterdam 1928           | Bơi lội            | 4 × 100 mét bơi tiếp sức tự do (nữ)        |
| Vàng       | Lawrence Stevens | Los Angeles 1932         | Quyền Anh          | Hạng nhẹ (nam)                             |
| Vàng       | David Carstens | Los Angeles 1932         | Boxing             | Hạng dưới nặng (nam)                       |
| Đồng       | Marjorie Clark | Los Angeles 1932         | Điền kinh          | 80 mét vượt rào (nữ)                       |
| Đồng       | Ernest Peirce | Los Angeles 1932         | Quyền Anh          | Hạng trung (nam)                           |
| Đồng       | Jenny Maakal | Los Angeles 1932         | Bơi lội            | 400 mét bơi tự do (nữ)                     |
| Bạc        | Charles Catterall | Berlin 1936              | Quyền Anh          | Hạng lông (nam)                            |
| Vàng       | Gerald Dreyer | Luân Đôn 1948            | Quyền Anh          | Hạng nhẹ (nam)                             |
| Vàng       | George Hunter | Luân Đôn 1948            | Quyền Anh          | Hạng dưới nặng (nam)                       |
| Bạc        | Dennis Shepherd | Luân Đôn 1948            | Quyền Anh          | Hạng lông (nam)                            |
| Đồng       | John Arthur | Luân Đôn 1948            | Quyền Anh          | Hạng nặng (nam)                            |
| Vàng       | Esther Brand | Helsinki 1952            | Điền kinh          | Nhảy cao (nữ)                              |
| Vàng       | Joan Harrison | Helsinki 1952            | Bơi lội            | 100 mét bơi ngửa (nữ)                      |
| Bạc        | Daphne Robb-Hasenjäger | Helsinki 1952            | Điền kinh          | 100 mét (nữ)                               |
| Bạc        | Theunis Van Schalkwyk | Helsinki 1952            | Quyền Anh          | Hạng dưới trung (nam)                      |
| Bạc        | Raymond Robinson Thomas Shardelow | Helsinki 1952            | Xe đạp (lòng chảo) | Đua xe đạp đôi 2000 mét (nam)              |
| Bạc        | George Estman Robert Fowler Thomas Shardelow Alfred Swift | Helsinki 1952            | Xe đạp (lòng chảo) | 4000 mét rượt bắt đồng đội (nam)           |
| Đồng       | William Toweel | Helsinki 1952            | Quyền Anh          | Hạng ruồi (nam)                            |
| Đồng       | Leonard Leisching | Helsinki 1952            | Quyền Anh          | Hạng lông (nam)                            |
| Đồng       | Andries Nieman | Helsinki 1952            | Quyền Anh          | Hạng nặng (nam)                            |
| Đồng       | Raymond Robinson | Helsinki 1952            | Xe đạp (lòng chảo) | 1 kilômét tính giờ (nam)                   |
| Đồng       | Daniel Bekker | Melbourne 1956/Stockholm | Quyền Anh          | Hạng nặng (nam)                            |
| Đồng       | Henry Loubscher | Melbourne 1956/Stockholm | Quyền Anh          | Hạng dưới bán trung (nam)                  |
| Đồng       | Alfred Swift | Melbourne 1956/Stockholm | Xe đạp (lòng chảo) | 1 kilômét tính giờ (nam)                   |
| Đồng       | Moira Abernethy Jeanette Myburgh Natalie Myburgh Susan Elizabeth Roberts | Melbourne 1956/Stockholm | Bơi lội            | 4 × 100 mét bơi tiếp sức tự do (nữ)        |
| Bạc        | Daniel Bekker | Roma 1960                | Quyền Anh          | Hạng nặng (nam)                            |
| Đồng       | Malcolm Clive Spence | Roma 1960                | Điền kinh          | 400 mét (nam)                              |
| Đồng       | William Meyers | Roma 1960                | Quyền Anh          | Hạng lông (nam)                            |
| Bạc        | Elana Meyer | Barcelona 1992           | Điền kinh          | 10000 mét (nữ)                             |
| Bạc        | Wayne Ferreira Piet Norval | Barcelona 1992           | Quần vợt           | Đôi nam                                    |
| Vàng       | Josia Thugwane | Atlanta 1996             | Điền kinh          | Marathon (nam)                             |
| Vàng       | Penelope Heyns | Atlanta 1996             | Bơi lội            | 100 mét bơi ếch (nữ)                       |
| Vàng       | Penelope Heyns | Atlanta 1996             | Bơi lội            | 200 mét bơi ếch (nữ)                       |
| Bạc        | Hezekiel Sepeng | Atlanta 1996             | Điền kinh          | 800 mét (nam)                              |
| Đồng       | Marianne Kriel | Atlanta 1996             | Bơi lội            | 100 mét bơi ngửa (nữ)                      |
| Bạc        | Hestrie Cloete | Sydney 2000              | Điền kinh          | Nhảy cao (nữ)                              |
| Bạc        | Terence Parkin | Sydney 2000              | Bơi lội            | 200 mét bơi ếch (nam)                      |
| Đồng       | Llewellyn Herbert | Sydney 2000              | Điền kinh          | 400 mét vượt rào (nam)                     |
| Đồng       | Frantz Kruger | Sydney 2000              | Điền kinh          | Ném đĩa (nam)                              |
| Đồng       | Penelope Heyns | Sydney 2000              | Bơi lội            | 100 mét bơi ếch (nữ)                       |
| Vàng       | Lyndon Ferns Ryk Neethling Roland Mark Schoeman Darian Townsend | Athens 2004              | Bơi lội            | 4 × 100 mét bơi tiếp sức tự do (nam)       |
| Bạc        | Mbulaeni Mulaudzi | Athens 2004              | Điền kinh          | 800 mét (nam)                              |
| Bạc        | Hestrie Cloete | Athens 2004              | Điền kinh          | Nhảy cao (nữ)                              |
| Bạc        | Roland Mark Schoeman | Athens 2004              | Bơi lội            | 100 mét bơi tự do (nam)                    |
| Đồng       | Donovan Cech Ramon di Clemente | Athens 2004              | Chèo thuyền        | Đôi nam                                    |
| Đồng       | Roland Mark Schoeman | Athens 2004              | Bơi lội            | 50 mét bơi tự do (nam)                     |
| Bạc        | Khotso Mokoena | Bắc Kinh 2008            | Điền kinh          | Nhảy xa (nam)                              |
| Vàng       | Sizwe Ndlovu Matthew Brittain John Smith James Thompson | Luân Đôn 2012            | Chèo thuyền        | Thuyền nhẹ bốn người (nam)                 |
| Vàng       | Cameron van der Burgh | Luân Đôn 2012            | Bơi lội            | 100 mét bơi ếch (nam)                      |
| Vàng       | Chad le Clos | Luân Đôn 2012            | Bơi lội            | 200 mét bơi bướm (nam)                     |
| Bạc        | Caster Semenya | Luân Đôn 2012            | Điền kinh          | 800 mét (nữ)                               |
| Bạc        | Chad le Clos | Luân Đôn 2012            | Bơi lội            | 100 mét bơi bướm (nam)                     |
| Đồng       | Bridgitte Hartley | Luân Đôn 2012            | Canoeing           | 500 mét K-1 (nữ)                           |
| Vàng       | Wayde Van Niekerk | Rio de Janeiro 2016      | Điền kinh          | 400 mét (nam)                              |
| Vàng       | Caster Semenya | Rio de Janeiro 2016      | Điền kinh          | 800 mét (nữ)                               |
| Bạc        | Chad le Clos | Rio de Janeiro 2016      | Bơi lội            | 200 mét bơi tự do (nam)                    |
| Bạc        | Shaun Keeling Lawrence Brittain | Rio de Janeiro 2016      | Chèo thuyền        | Đôi nam                                    |
| Bạc        | Chad le Clos | Rio de Janeiro 2016      | Bơi lội            | 100 mét bơi bướm (nam)                     |
| Bạc        | Cameron van der Burgh | Rio de Janeiro 2016      | Bơi lội            | 100 mét bơi ếch (nam)                      |
| Bạc        | Luvo Manyonga | Rio de Janeiro 2016      | Điền kinh          | Nhảy xa (nam)                              |
| Bạc        | Sunette Viljoen | Rio de Janeiro 2016      | Điền kinh          | Phóng lao (nữ)                             |
| Đồng       | Cheslin Kolbe Juan de Jongh Seabelo Senatla Justin Geduld Kyle Brown Cecil Afrika Kwagga Smith Werner Kok Rosko Specman Philip Snyman Dylan Sage Francois Hougaard Tim Agaba | Rio de Janeiro 2016      | Rugby bảy người    | Vòng đấu của nam                           |
| Đồng       | Henri Schoeman | Rio de Janeiro 2016      | Ba môn phối hợp    | Ba môn phối hợp (nam)                      |